# Ibrahim I.
Ibrahim I. (5. listopadu 1615 – 18. srpna 1648) byl osmanským sultánem v letech 1640–1648.
Narodil se jako syn Ahmeda I., jako takový byl bratr Osmana II. a Murada IV. Byl otcem Mehmeda IV., Sulejmana II. a Ahmeda II. Psychicky narušený, slabošský Ibrahim I. byl zřejmě nejneschopnější z osmanských sultánů.

## Biografie
V krvavých palácových půtkách, v nichž se v té dob zmítala osmanská dynastie, přežil Ibrahim patrně jen díky tomu, že byl považován za člověka neškodného v politických záležitostech. V době vlády svého bratra, krutého Murada IV., který nechal povraždit své čtyři mladší bratry, žil v obavách o svůj život. To se nepochybně negativně projevilo na jeho špatném psychickém stavu. Nakonec Murad vydal příkaz po jejich čtyřech bratrech popravit i Ibrahima, nežli však byl ortel vykonán, Murad sám roku 1640 zemřel. Tak se stalo, že Ibrahim nejen zůstal zachován při životě, ale nakonec i nastoupil po nenáviděném bratrovi na trůn.
Na začátku své vlády se opíral o schopnosti svého velkovezíra Kemankeşe Mustafy Paši. Byla provedena měnová reforma, konsolidovala se ekonomická situace, snížily se stavy janičářů.
Po čtyřech letech vlády Ibrahima však byl velkovezír sesazen a zavražděn. Ibrahim již nenašel žádného schopnějšího velkovezíra, sám vládnout nedokázal. Čím dál více se dostával pod vliv svých konkubín v harému.
Nakonec nedostatek politických zkušeností nového sultána vedl roku 1646 ke ztrátě Tenedosu (Bozkaady) poté, co sám započal s Benátkami šestou benátsko-tureckou válku o Krétu: v roce 1645 zajali maltézští korzáři loď prominentních poutníků do Mekky. Rozlícený sultán původně chtěl v odvetu vyhladit všechny křesťany v říši. Nakonec „pouze“ poslal křesťanské představitele do domácího vězení. Korzáři našli útočiště na ostrově Kréta. Ibrahim nařídil invazi na tento ostrov, tím se ovšem dostal do války s Benátkami. Benátčané v ní uštědřili Osmanům několik porážek a dokonce zablokovali úžinu Dardanely. Tím vznikl v Istanbulu hladomor a nedostatek vody.
Ibrahim v kontextu těchto neúspěchů začal být čím dál více nepříčetný, spekuluje se dokonce i o šílenosti. Přestával věřit i svým nejbližším příbuzným a útěchu hledal v harému.

## Povahové rysy
Nejvýraznějším Ibrahimovým rysem byla krutost a sexuální bezuzdnost. Dopouštěl se znásilňování dívek, přiváděných na jeho rozkaz do paláce; nakonec se zamiloval do konkubíny (již sám nazval „Homole cukru“), a aby dosáhl jejího usmíření, nechal povraždit ostatních 280 žen v harému – svázané oběti byly utopeny v řece. Tento jeho brutální čin měl svůj podíl na Ibrahimově pádu: jedna konkubína masakr přežila a sultánův čin vyšel najevo.

## Konec vlády
Nespokojenost lidu, způsobená vysokými daněmi, jež Ibrahim v zemi zavedl k pokrytí válečných výdajů, vybuchla v srpnu 1648, kdy došlo v Istanbulu k lidovému povstání vedenému janičáry. Tehdejší velkovezír byl zabit davem, Ibrahim byl zatčen, zavřen do klece a krátce poté i popraven tradičním způsobem – uškrcením tětivou luku. Do povstání se zapojila i Ibrahimova matka, která po jeho smrti dosadila na sultánský trůn šestiletého Ibrahimova syna Mehmeda IV.

## Rodina

### Manželky
1. Turhan Hatice Sultan, první Haseki a matka sultána Mehmeda IV.
2. Hatice Muazzez Sultan, druhá haseki a matka sultána Ahmeda II.
3. Aşub Sultan, třetí haseki a matka sultána Sulejmana II.
4. Ayşe Sultan, čtvrtá haseki
5. Mahienver Sultan, pátá haseki
6. Saçbağı Sultan, šestá haseki
7. Şivekar Sultan, sedmá haseki
8. Hümaşah Sultan, osmá haseki, známá jako Telli Haseki, jediná legální manželka, sňatek proběhl v roce 1647

### Synové
- sultán Mehmed IV. (vládl v letech 1648–1678) – spolu s Turhan Hatice Sultan
- sultán Sulejman II. (vládl v letech 1687–1691) – spolu s Aşub Sultan
- sultán Ahmed II. (vládl v letech 1691–1695) – spolu s Hatice Muazzez Sultan
- Şehzade Murad (22. března 1643 – 16. ledna 1645)
- Şehzade Selim (19. března 1644 – říjen 1669)
- Şehzade Osman (srpen 1644 – 1666)
- Şehzade Bayezid (1. května 1646 – srpen 1647)
- Şehzade Cihangir (14. prosince 1646 – 1. prosince 1648)
- Şehzade Orhan (říjen 1648 – leden 1650) – spolu s Hümaşah Sultan

Ibrahim neustále zvýhodňovala syna, kterého zplodil s otrokyní oproti jeho nejstaršímu synovi Mehmedovi. Turhan, jeho matka, extrémně žárlila a začala s Ibrahimem hádku. Během ní jí Ibrahim vytrhl Mehmeda z rukou a hodil jej do bazénu. Mehmed by se nejspíše utopil, kdyby jej jeden z eunuchů nezachránil. Po tomto incidentu mu zůstala na čele obrovská jizva.

### Dcery
Sultán Ibrahim I. měl celkem 3 dcery:
- Fatma Sultan (1642–1657)
- Gevherhan Sultan (1642–21. září 1694)
- Beyhan Sultan (1645 – 5. března 1701)